# Rosa Magalhães
Rosa Lúcia Benedetti Magalhães, mais conhecida como Rosa Magalhães, OMC (Rio de Janeiro, 8 de janeiro de 1947 – Rio de Janeiro, 25 de julho de 2024), foi uma professora, artista plástica, figurinista, cenógrafa e lendária carnavalesca brasileira. É a maior detentora de títulos na era Sambódromo, sendo campeã em 1982 (antes do Sambódromo), 1994, 1995, 1999, 2000, 2001 e 2013.

## História

### Vida pessoal
Filha do escritor e acadêmico Raimundo Magalhães Júnior, integrante do júri do primeiro desfile das escolas de samba, em 1932, e imortal da Academia Brasileira de Letras, e da autora teatral Lúcia Benedetti.
Formada em Pintura, pela Escola Nacional de Belas Artes (ENBA, atual EBA-UFRJ) e em Cenografia, pela Escola de Teatro da Uni-Rio, foi também professora de Cenografia e Indumentária na Escola de Belas Artes da UFRJ e da Faculdade de Arquitetura Benett.

### Início no carnaval e auge no Império Serrano
Sua participação no carnaval começou com o grupo que ajudou Fernando Pamplona e Arlindo Rodrigues no carnaval de 1971 do Salgueiro, juntamente com Maria Augusta, Lícia Lacerda e Joãosinho Trinta.
Depois desenhou figurinos para a Beija-Flor e trabalhou na Portela onde, em dupla com Lícia Lacerda, criou figurinos e alegorias para enredos desenvolvidos por Hiram Araújo.
Em 1982, Rosa e Lícia assumem pela primeira vez um carnaval, no Império Serrano, onde realizaram o famoso enredo campeão daquele ano "Bumbum Paticumbum Prugurundum".
Em 1984, a dupla é responsável pelo carnaval da Imperatriz Leopoldinense. Apesar da grande dificuldade financeira por que passava, a escola consegue se classificar em quatro lugar, empatada com o poderoso Salgueiro que festejava a volta de Arlindo Rodrigues. Por seu trabalho naquele ano, as duas receberiam o Estandarte de Ouro de personalidade. Nos anos de 1985 até 1987, ambas iriam fazer parte da comissão de carnaval da recém fundada Tradição, assinando desfiles juntamente com outros grandes nomes como Viriato Ferreira e Maria Augusta. Em 1987, ainda juntas, Rosa e Lícia assumem a Estácio de Sá que obtém grande sucesso com seu enredo "Tititi do sapoti".
Ainda na Estácio, o ano de 1988 marca o primeiro carnaval exclusivo de Rosa Magalhães com o enredo "O boi da bode". No ano seguinte, ela assina outro enredo de sucesso na escola do Morro de São Carlos: "Um, dois, feijão com arroz". De volta ao Salgueiro em 1990, dessa vez como carnavalesca, arrebata dois ótimos resultados, o terceiro lugar com "Sou amigo do rei" e o vice-campeonato, em 1991, com "Me masso se não passo pela Rua do Ouvidor".

### Anos de glórias na Imperatriz e saída conturbada
De 1992 a 2009 assumiu o carnaval da Imperatriz Leopoldinense onde ajudaria a escola a conquistar cinco de seus oito campeonatos, incluindo o primeiro tricampeonato da Era Sambódromo (1999, 2000 e 2001). Na Imperatriz Rosa realizaria carnavais inesquecíveis como "Marquês que é marquês do saçarico é freguês" (vice-campeã, 1993), "Catarina de Médicis na corte dos Tupinambôs e Tabajeres" (campeã, 1994), "Mais vale um jegue que me carregue que um camelo que me derrube, lá no Ceará" (bi-campeã, 1995), "Leopoldina, Imperatriz do Brasil" (vice-campeã, 1996), "Quem descobriu o Brasil, foi seu Cabral, no dia 22 de abril, dois meses depois do carnaval" (campeã, 2000) e "João e Marias" (6º lugar, 2008) entre tantos outros.
Consagrando-se como a maior campeã do Sambódromo, com seis títulos conquistados, e uma das mais importantes artistas brasileiras contemporâneas. Sua saída da escola se deu sem muitas explicações, após 18 anos à frente dos desfiles da agremiação.

### Mantendo escola na Elite e retorno às conquistas

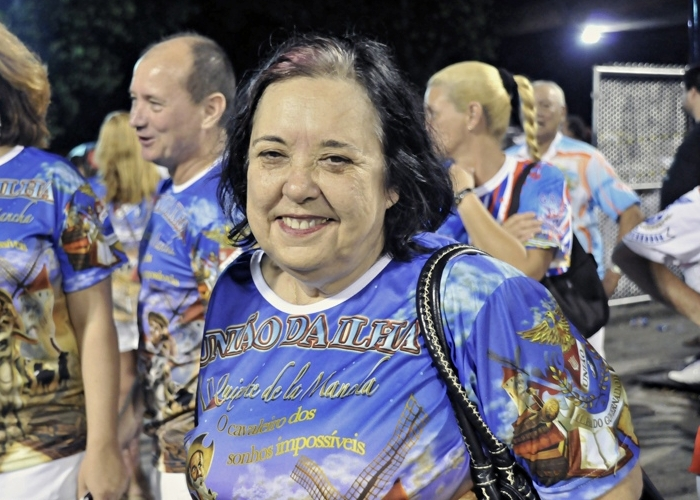
Rosa durante ensaio técnico da Ilha em 2010.

No ano de 2010, Rosa assumiu os barracões da União da Ilha do Governador, no Grupo Especial, e do Império Serrano, na Série A. "Dom Quixote de La Mancha, o cavaleiro dos tempos impossíveis", enredo da tricolor insulana, alcançou o objetivo de permanência na Elite do Carnaval Carioca ao ocupar o 11º lugar daquele ano. Já o Reizinho de Madureira, com o enredo "João das ruas do Rio", alcançou apenas a 6º posição do Grupo de Acesso. Para 2011, a carnavalesca assina o carnaval da Unidos de Vila Isabel.
Em 2013, Rosa conquista o campeonato do Grupo Especial com a Vila Isabel, que apresentou o enredo "A Vila canta o Brasil celeiro do mundo - água no feijão que chegou mais um...". Depois de todas as comemorações do título e até noticias de que teria renovado seu contrato com a azul e branca de Noel, Rosa teve uma saída conturbada da escola, inclusive com boatos de dividas por partes da escola para com a carnavalesca.

### Jogos Olímpicos Rio 2016

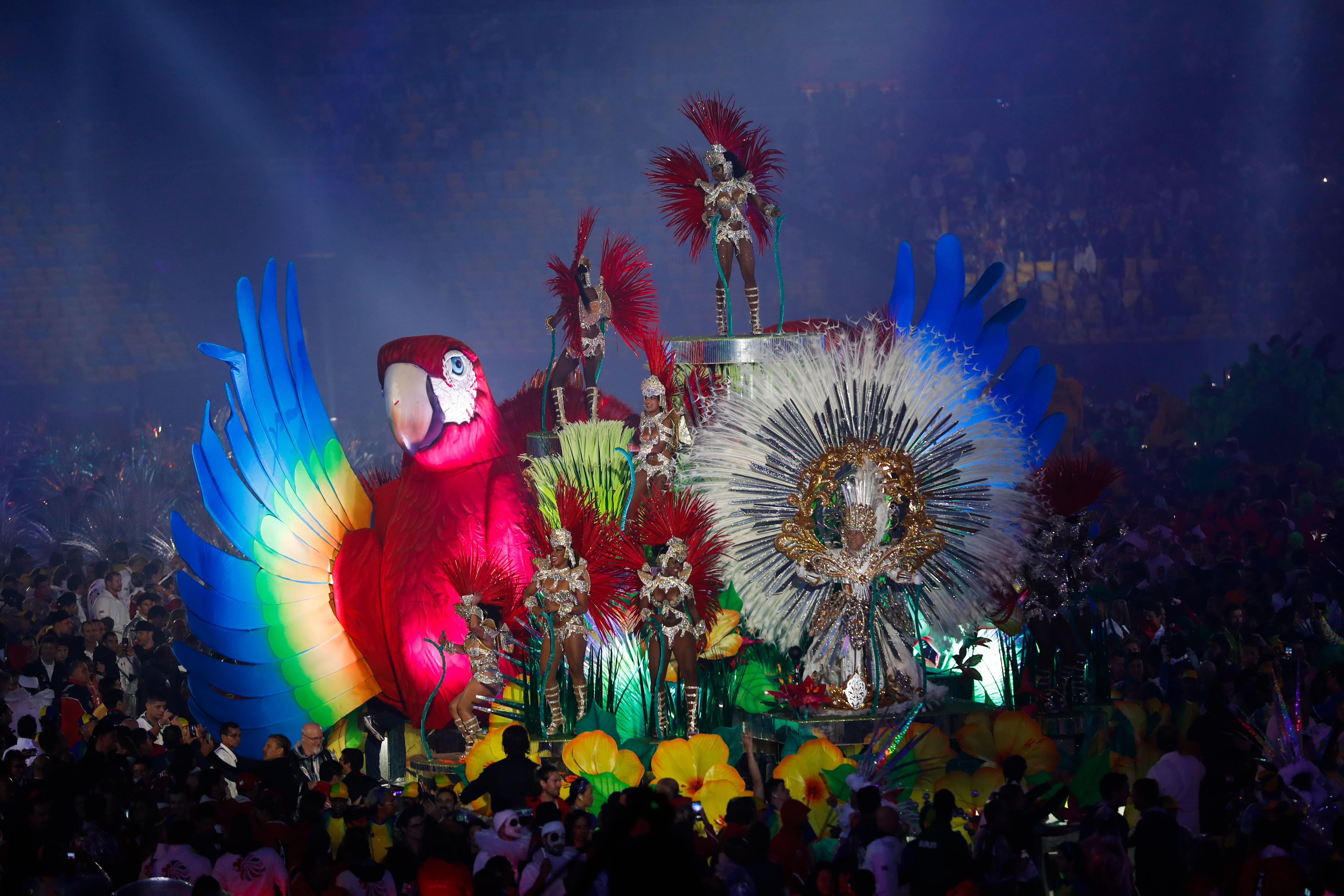
Encerramento da Rio2016, que foi idealizado pela carnavalesca.

Rosa foi responsável pela Cerimônia de Encerramento das Olimpíadas de 2016, disputada no Rio de Janeiro. O evento celebrou a cultura popular brasileira: samba, forró e frevo.

### Atualmente

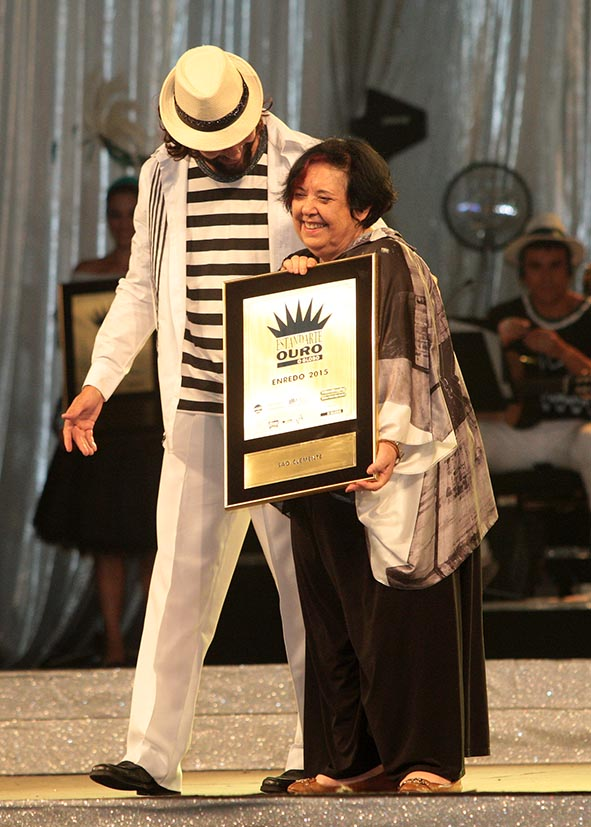
Rosa recebendo o Estandarte de Ouro de melhor enredo em 2015.

Após a conquista de mais um título na Vila Isabel em 2013, Rosa foi especulada na São Clemente, na Portela, onde foi procurada por uma chapa que concorre a eleição e até na Mocidade. Sendo que em grande sigilo a Mangueira, por meio de seu presidente eleito Chiquinho da Mangueira confirmou Rosa como carnavalesca da escola.
Além de atuar na Mangueira Rosa foi confirmada como carnavalesca da escola de Samba paulistana Dragões da Real para elaborar o desfile de 2014. E ainda em setembro de 2013 fora convidada para desenvolver, junto a uma comissão, o enredo da Unidos de Lucas, sobre sua mãe, Lúcia Benedetti. Por uma incompatibilidade de agendas, designou seu assistente Mauro Leite para a elaboração do projeto alegórico da vermelho e amarelo da Zona Norte, ainda que sob sua supervisão.
Após não lograr êxito nas escolas em que trabalhou em 2014, Rosa decidiu afastar-se de ambas e pensou, até mesmo, na aposentadoria, mas por fim, acertou com a São Clemente onde tem como objetivos afastar a sina de "iô-iô", levar a escola ao desfile das campeãs e torna-la de fato uma grande escola do carnaval carioca.

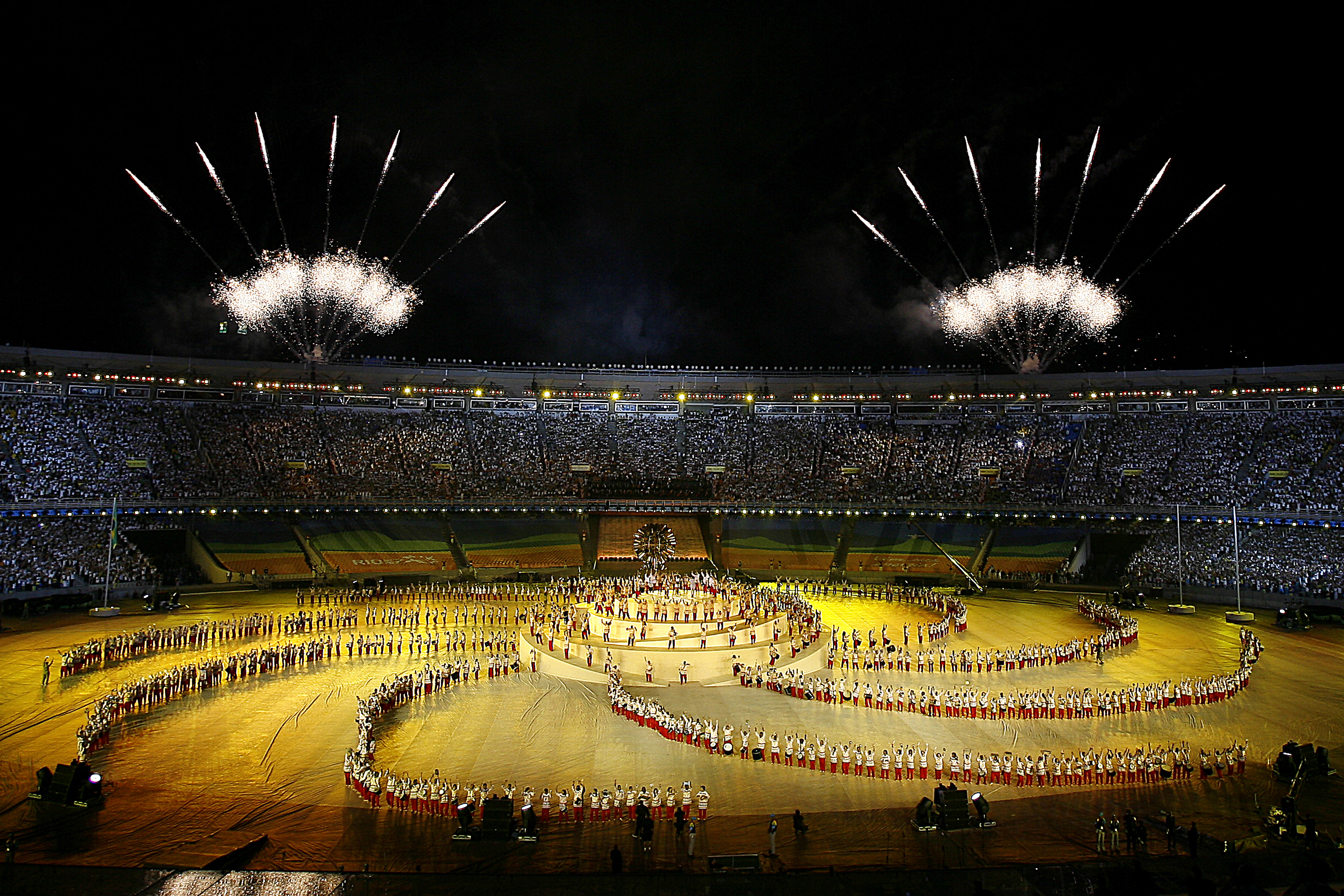
Abertura dos Jogos Pan-Americanos de 2007, que foi idealizado pela carnavalesca e onde levou o Prêmio Emmy, por esta cerimônia.

Em seu primeiro desfile pela Amarela e Preta da Zona Sul, o objetivo de Rosa de livrar a escola do rotulo de escola "iô-iô" foi alcançado com êxito, tendo em vista que segundo a crítica especializada e o público em geral o desfile de 2015 foi o melhor da escola em toda sua história e um dos melhores do carnaval, tendo inclusive sido premiado com o Estandarte de Ouro de Melhor Enredo e o prêmio de 'Melhor Escola' pelo Portal SRZD. Ao final da apuração, a escola obteve a oitava colocação, ainda que para muitos merecesse uma vaga no sábado das campeãs.
Para 2016, de contrato renovado com a São Clemente, Rosa aposta em um enredo crítico e irreverente chamado de "Mais de Mil Palhaços No Salão", levando a escola ao 9º lugar.
Para 2017, renovou com a São Clemente e fez um carnaval intitulado "Onisuáquimalipanse" sobre a história de corrupção que levou à construção do Palácio de Versailles. O título do enredo foi uma brincadeira com a expressão "Honit sois qui mal y pense", traduzida livremente como "Envergonhe-se quem pensar mal disso".
Para o carnaval de 2018, Rosa foi contratada pela Portela, aonde desenvolveu o enredo "De repente de lá pra cá e dirrepente daqui pra lá", que pretende contar a história de judeus e europeus que se estabeleceram na cidade do Recife (PE) holandês no século XVII e que, anos depois, foram expulsos pelos portugueses, ajudaram a fundar a cidade de Nova York.
Em 2019, ainda na Portela, coloca na avenida um enredo sobre Clara Nunes e o bairro de Madureira intitulado: "Na Madureira Moderníssima, hei sempre de ouvir cantar um sabiá". A escola de Oswaldo Cruz e Madureira, fez um belo desfile, ficando no 4° lugar. No dia 12 de Março, no entanto, a Portela anuncia o desligamento da carnavalesca, com elogios e gratidão de ambas as partes.
No carnaval de 2020, comemorou os 50 anos de sua trajetória no carnaval. Nesse mesmo ano, ela retornou ao Estácio de Sá, desenvolvendo um enredo que falava sobre Pedras. Infelizmente, a escola foi rebaixada. Esse foi o primeiro rebaixamento da carreira de Rosa.
Em 2021, retornou à Imperatriz Leopoldinense após 11 anos. Pela Rainha de Ramos foram cinco títulos: 1994, 1995, 1999, 2000 e 2001. No carnaval de 2022, ela desenvolveu um enredo sobre Arlindo Rodrigues, histórico carnavalesco com passagens marcantes pelo Salgueiro, pela Imperatriz e pela Mocidade.
Para o carnaval de 2023, Rosa foi anunciada como carnavalesca do Paraíso do Tuiuti, ao lado de João Vitor Araújo.

### Morte
Faleceu no dia 25 de julho de 2024, vítima de um infarto fulminante. Seu corpo foi velado no Palácio da Cidade e sepultado no Cemitério de São João Batista.
Autoridades, artistas e escolas de samba lamentaram sua morte. O presidente Lula celebrou o legado deixado por Rosa. O Ministério da Cultura divulgou nota de pesar e agradeceu "por sua imensa contribuição à cultura brasileira". O prefeito do Rio Eduardo Paes afirmou que Rosa é "inesquecível, única e incomparável". A Liga Independente das Escolas de Samba do Rio de Janeiro (Liesa) publicou uma nota de pesar lamentando sua morte. Imperatriz Leopoldinense, Portela, Salgueiro, Império Serrano, União da Ilha do Governador, Mangueira, Viradouro, Unidos de Vila Isabel, São Clemente foram algumas das agremiações que homenagearam Rosa em suas redes sociais.

### Homenagens
A Imperatriz Leopoldinense anunciou que seu barracão na Cidade do Samba passou a ter o nome de Rosa Magalhães. A carnavalesca será enredo pela primeira vez, sendo homenageada pelo Salgueiro no Carnaval de 2026, com o título: “A delirante jornada carnavalesca da professora que não tinha medo de bruxa, de bacalhau e nem do pirata da perna-de-pau”.

## Carnavais
Abaixo, a lista de desfiles assinados por Rosa Magalhães.
| Ano  | Escola            | Colocação              | Divisão       | Enredo | Ref.   |
| ---- | ----------------- | ---------------------- | ------------- | --- | ------ |
| 1974 | Beija-Flor        | 7.º lugar              | Grupo 1 (RJ)  | Brasil Ano 2000                                                                                                |        |
| 1977 | Portela           | Vice-campeã            | Grupo 1 (RJ)  | Festa da Aclamação                                                                                             |        |
| 1978 | Portela           | 5.º lugar              | Grupo 1 (RJ)  | Mulher à brasileira                                                                                            |        |
| 1982 | Império Serrano   | Campeã                 | Grupo 1A (RJ) | Bum Bum Paticumbum Prugurundum                                                                                 |        |
| 1984 | Imperatriz        | 4.º lugar              | Grupo 1A (RJ) | Alô, mamãe |        |
| 1985 | Tradição          | Campeã                 | Grupo 2B (RJ) | Pelas Terras do Pau-Brasil - Xingu, Pássaro Guerreiro                                                          | [ 2 ]  |
| 1986 | Tradição          | Campeã                 | Grupo 2A (RJ) | Rei Sinhô, Rei Zumbi, Rei Nagô – Eu também tô aí, tô aí sim sinhô                                              | [ 2 ]  |
| 1987 | Estácio de Sá     | 4.º lugar              | Grupo 1 (RJ)  | O Ti-ti-ti do sapoti                                                                                           |        |
| 1987 | Tradição          | Vice-campeã            | Grupo 2 (RJ)  | Sonhos de Natal                                                                                                | [ 2 ]  |
| 1988 | Estácio de Sá     | 9.º lugar              | Grupo 1 (RJ)  | O boi dá bode                                                                                                  |        |
| 1989 | Estácio de Sá     | 9.º lugar              | Especial RJ   | Um, dois, feijão com arroz                                                                                     |        |
| 1990 | Salgueiro         | 3.º lugar              | Especial RJ   | Sou amigo do Rei                                                                                               |        |
| 1991 | Salgueiro         | Vice-campeã            | Especial RJ   | Me masso se não passo pela Rua do Ouvidor                                                                      |        |
| 1992 | Imperatriz        | 3.º lugar              | Especial RJ   | Não existe peçado abaixo do Equador                                                                            |        |
| 1993 | Imperatriz        | Vice-campeã            | Especial RJ   | Marquês que é marquês do saçarico é freguês                                                                    |        |
| 1994 | Imperatriz        | Campeã                 | Especial RJ   | Catarina de Médicis na corte dos Tupinambôs e Tabajeres                                                        |        |
| 1995 | Imperatriz        | Campeã                 | Especial RJ   | Mais vale um jegue que me carregue que um camelo que me derrube, lá no Ceará                                   |        |
| 1996 | Imperatriz        | Vice-campeã            | Especial RJ   | Imperatriz Leopoldinense honrosamente apresenta: Leopoldina, Imperatriz do Brasil                              |        |
| 1997 | Imperatriz        | 6.º lugar              | Especial RJ   | Eu sou da lira, não posso negar                                                                                |        |
| 1998 | Imperatriz        | 3.º lugar              | Especial RJ   | Quase no ano 2000…                                                                                             |        |
| 1999 | Imperatriz        | Campeã                 | Especial RJ   | Brasil mostra a sua cara em… Theatrum Rerum Naturalium Brasilie                                                |        |
| 2000 | Imperatriz        | Campeã                 | Especial RJ   | Quem descobriu o Brasil foi seu Cabral, no dia 22 de abril, dois meses depois do carnaval                      |        |
| 2001 | Imperatriz        | Campeã                 | Especial RJ   | Cana-caiana, cana roxa, cana fita, cana preta, amarela, pernambuco… Quero vê descê o suco, na pancada do ganzá |        |
| 2002 | Imperatriz        | 3.º lugar              | Especial RJ   | Goitacazes... Tupi or not Tupi, in a South American way                                                        |        |
| 2003 | Imperatriz        | 4.º lugar              | Especial RJ   | Nem todo pirata tem a perna de pau, o olho de vidro e a cara de mau                                            |        |
| 2003 | Barroca Zona Sul  | 14.º lugar             | Especial SP   | De Três Corações a Coroação. Quem Sou Eu? Rei Pelé                                                             |        |
| 2004 | Imperatriz        | 5.º lugar              | Especial RJ   | Breazail |        |
| 2005 | Imperatriz        | 4.º lugar              | Especial RJ   | Uma delirante confusão fabulística                                                                             |        |
| 2006 | Imperatriz        | 9.º lugar              | Especial RJ   | Um por todos e todos por um                                                                                    |        |
| 2007 | Imperatriz        | 9.º lugar              | Especial RJ   | Teresinhaaa, uhuhuuu!!!! Vocês querem bacalhau?                                                                |        |
| 2008 | Imperatriz        | 6.º lugar              | Especial RJ   | João e Marias                                                                                                  |        |
| 2009 | Imperatriz        | 7.º lugar              | Especial RJ   | Imperatriz… só quer mostrar que faz samba também!                                                              |        |
| 2010 | União da Ilha     | 11.º lugar             | Especial RJ   | Dom Quixote de La Mancha, o cavaleiro dos sonhos impossíveis                                                   |        |
| 2010 | Império Serrano   | 6.º lugar              | Grupo A (RJ)  | João das ruas do Rio                                                                                           |        |
| 2011 | Vila Isabel       | 4.º lugar              | Especial RJ   | Mitos e Histórias Entrelaçados pelos Fios de Cabelo                                                            |        |
| 2012 | Vila Isabel       | 3º lugar               | Especial RJ   | Você semba lá .... Que eu sambo cá! O canto livre de Angola                                                    |        |
| 2013 | Vila Isabel       | Campeã                 | Especial RJ   | A Vila canta o Brasil celeiro do mundo - "Água no feijão que chegou mais um..."                                |        |
| 2014 | Mangueira         | 8.º lugar              | Especial RJ   | A festança brasileira cai no samba da Mangueira                                                                |        |
| 2014 | Dragões da Real   | 5.º lugar              | Especial SP   | Um museu de grandes novidades                                                                                  |        |
| 2015 | São Clemente      | 8.º lugar              | Especial RJ   | A Incrível História do Homem Que Só Tinha Medo da Matinta Perera, da Tocandira e da Onça Pé de Boi             |        |
| 2016 | São Clemente      | 9.º lugar              | Especial RJ   | Mais de Mil Palhaços no Salão                                                                                  |        |
| 2017 | São Clemente      | 9.º lugar              | Especial RJ   | Onisuáquimalipanse                                                                                             |        |
| 2018 | Portela           | 4.º lugar              | Especial RJ   | De repente de lá pra cá e dirrepente daqui pra lá                                                              |        |
| 2019 | Portela           | 4.º lugar              | Especial RJ   | Na Madureira moderníssima, hei sempre de ouvir cantar uma sabiá                                                | [ 26 ] |
| 2020 | Estácio de Sá     | 12.º lugar (Rebaixada) | Especial RJ   | Pedra |        |
| 2022 | Imperatriz        | 10.º lugar             | Especial RJ   | Meninos eu vivi... Onde canta o sabiá, onde cantam Dalva e Lamartine                                           |        |
| 2023 | Paraíso do Tuiuti | 8.° lugar              | Especial RJ   | Mogangueiro da Cara Preta                                                                                      |        |

## Títulos e estatísticas
Rosa Magalhães é uma das maiores vencedoras do carnaval do Rio de Janeiro, com sete conquistas na primeira divisão.
| Divisão          | Campeonato(s) | Ano                                       | Vice | Ano                     | Terceiro | Ano                           |
| ---------------- | ------------- | ----------------------------------------- | ---- | ----------------------- | -------- | ----------------------------- |
| Primeira divisão | 7             | 1982, 1994, 1995, 1999, 2000, 2001 e 2013 | 4    | 1977, 1991, 1993 e 1996 | 5        | 1990, 1992, 1998, 2002 e 2012 |
| Segunda divisão  | 0             | -                                         | 1    | 1987                    | 0        | -                             |
| Terceira divisão | 1             | 1986                                      | 0    | -                       | 0        | -                             |
| Quarta divisão   | 1             | 1985                                      | 0    | -                       | 0        | -                             |

## Premiações
Em 2007, Rosa Magalhães criou o elogiado espetáculo da Cerimônia de abertura dos Jogos Pan-Americanos de 2007 pelo qual receberia, no ano seguinte, em Nova Iorque, o mais importante prêmio da televisão mundial, o Emmy de melhor figurino. Além disso, Rosa já ganhou diversos prêmios na área carnavalesca, entre eles um dos mais importantes, o Estandarte de Ouro.
Em 2021, foi agraciada com o título de Doutora Honoris Causa pela Universidade do Estado do Rio de Janeiro (UERJ).
- Estandarte de Ouro

1. 1982 - Melhor enredo (Império Serrano - "Bum Bum Paticumbum Prugurundum") [29]
2. 1984 - Personalidade feminina[30]
3. 1990 - Melhor enredo (Salgueiro - "Sou Amigo do Rei") [31]
4. 1991 - Melhor enredo (Salgueiro - "Me Masso se não Passo pela Rua do Ouvidor") [32]
5. 1993 - Personalidade[33]
6. 2008 - Melhor enredo (Imperatriz - "João e Marias") [34]
7. 2012 - Personalidade[35]
8. 2012 - Melhor enredo (Vila Isabel - "Você Semba Lá .... Que Eu Sambo Cá! O Canto Livre de Angola") [35]
9. 2015 - Melhor enredo (São Clemente - "A Incrível História do Homem Que Só Tinha Medo da Matinta Perera, da Tocandira e da Onça Pé de Boi") [36]
10. 2017 - Melhor enredo (São Clemente - "Onisuáquimalipanse") [37]

- Estrela do Carnaval

1. 2011 - Melhor conjunto de fantasias (Vila Isabel) [38][39]
2. 2015 - Melhor carnavalesco(a) (São Clemente) [40]
3. 2015 - Melhor enredo (São Clemente - "A Incrível História do Homem que Só Tinha Medo da Matinta Perera, da Tocandira e da Onça Pé de Boi") [40]
4. 2015 - Melhor conjunto de fantasias (São Clemente) [40]

- Gato de Prata

1. 2015 - Melhor enredo (São Clemente - "A Incrível História do Homem que Só Tinha Medo da Matinta Perera, da Tocandira e da Onça Pé de Boi") [41]

- Plumas & Paetês Cultural

1. 2015 - Melhor carnavalesco(a) (São Clemente) [42]
2. 2015 - Melhor pesquisador(a) (São Clemente) [42]

- Prêmio 100% Carnaval

1. 2020 - Personalidade[43]

- Prêmio SRzd

1. 2015 - Melhor carnavalesco(a) (São Clemente) [44]

- Prêmio Veja Rio

1. 2013 - Melhor carnavalesco(a) (Vila Isabel) [45]
2. 2013 - Melhor alegoria (Vila Isabel - Carro dos girassóis) [46]

- S@mba-Net

1. 2012 - Prêmio Especial[47]
2. 2015 - Prêmio Especial pelo conjunto da obra[48]

- Tamborim de Ouro

1. 2006 - Eu Sou o Samba (Personalidade) [49]

- Troféu Sambista

1. 2017 - Melhor conjunto de fantasias (São Clemente) [50]

- Troféu Sambario

1. 2010 - Melhor enredo (Império Serrano - "João das ruas do Rio") [51]
2. 2012 - Melhor enredo (Vila Isabel - "Você Semba Lá .... Que Eu Sambo Cá! O Canto Livre de Angola") [52]

- Troféu Tupi Carnaval Total

1. 2013 - Melhor carnavalesco(a) (Vila Isabel) [53]
2. 2015 - Melhor carnavalesco(a) (São Clemente) [54]